# Escriptura restringida
L'escriptura restringida és una tècnica literària en què l'autor s'autoimposa alguna condició a l'escriure, com prohibir o exigir certes pautes.
És un recurs especialment habitual en poesia, la qual sovint requereix a l'escriptor utilitzar rimes, mètriques o altres característiques específiques.

## Descripció
L'escriptura restringida és habitual i pot tenir diferents propòsits. Per exemple, un text pot tenir restriccions en el seu vocabulari, per tal d'adequar-se al lector al qual està dirigit. També es poden distingir molts tipus de poesia segons les restriccions que la defineixen; nombre de versos, llargària de cada vers, tipus de rima, ordre de les rimes, repeticions, etc. Més enllà de les tradicions establertes i els registres segons el tipus de text, alguns escriptors utilitzen restriccions de manera recreativa o com un repte personal. Oulipo és un grup francès d'experimentació literària que utilitza aquest tipus de restriccions per crear obres teatrals. Finalment, alguns jocs de paraules consisteixen en utilitzar aquest tipus de restriccions.
A continuació s'inclouen alguns exemples de restriccions, catalogats per tipus.

### Restriccions en l'ús de les lletres o paraules
- Lipograma: Una lletra concreta no apareix en tot el text.
- Lipograma invers: Cada paraula ha de contenir una lletra concreta.
- Puntuació lipogràmica: Un determinat signe de puntuació no apareix en tot el text.
- Text univocàlic: Només s'utilitza una vocal en tot el text.
- Tautograma: Començar cada paraula per la mateixa lletra.
- Text acròstic: La primera lletra de cada paraula/frase/vers forma una paraula o frase.
- Abecedarius: La primera lletra de la primera paraula/frase/vers és la A, la de la següent és la B, etc.
- Palíndrom: Cada lletra del text es repeteix en el mateix ordre quan és llegit en la direcció inversa.
- Anagrama: El text és reescrit utilitzant cada lletra d'un altre.
- Al·literació: Repetir molts cops un determinat so per crear un efecte determinat.
- Text monosil·làbic on totes les paraules tenen una síl·laba.
- Textos on totes les paraules són agudes, planes, o bé totes esdrúixoles.
- Text on la mida de les paraules incrementa o disminueix de manera uniforme o utilitzant una fórmula matemàtica, per exemple fent que es correspongui amb cada dígit del nombre pi.

### Restriccions en el significat
- Poema homofònic bilingüe: El poema ha de tenir sentit en dos idiomes diferents a la vegada, constituint dos poemes homofònics simultanis.[3]
- Dilogia: El text pot ser entès de dues formes diferents, en alguns casos fins i tot contradictòries.

### Restriccions en diferents formes poètiques
- Sonet: catorze versos en quatre estrofes; dos quartets (estrofes de 4 versos) i dos tercets (estrofes de 3 versos).
- Sextina: sis estrofes de sis versos cada una, normalment decasíl·labs, més una tornada opcional de tres versos.
- Villanelle (o villanesque): Cinc tercets i un quartet. Té dues tornades i dues rimes repetides, amb el primer i tercer versos del primer tercet repetits alternadament al final de cada estrofa fins l'última, que els inclou tots dos.
- Limerick: Cinc versos de rima consonant AABBA. El primer, segon i cinquè decasil·làbics, el tercer i quart hexasil·làbics. La primera línia tradicionalment introdueix una persona i un lloc, el topònim apareix normalment al final del primer vers.
- Haiku: Tres versos de cinc, set i cinc mores.

### Jocs de paraules
- Paraules obligades: Escriure un text que inclou una sèrie de paraules concretes.
- Aleatoricisme: El text inclou uns apartats en blanc on el lector hi afegeix una paraula a l'atzar.

## Exemples
- La novel·la Gadsby (1939) de l'anglès Ernest Vincent Wright, conté exactament 50.000 paraules i cap no conté la lletra "E".[4]
- El 1969, l'escriptor francès Georges Perec publicà La disparition, una novel·la que no conté la lletra "E".[5] Ha estat versionada en català a l'obra L'eclipsi d'Adrià Pujol. El 1972, Perec va escriure Les Revenentes, on no utilitza cap vocal que no sigui una "E".
- Alguns salms són Abecedarius en alfabet hebreu.[6]
- La novel·la francesa Le Train de Nulle Part (2004) de Michel Thaler va ser escrita sense utilitzar cap verb.[7]
- La novel·la Let me tell you (2008) de Paul Griffiths utilitza només paraules assignades a Ophelia a Hamlet.
- El llibre Eunoia del poeta Christian Bök utilitza una única vocal diferent en cadascun dels cinc capítols.
- El poeta menja-lleons a la caverna és un breu text xinès que només utilitza el so "shi".[8]
- Clàssic de mil caràcters és un text xinès amb 1000 caràcters, cap d'ells repetit.[9]
- Cadaeic Cadenza és una història curta escrita pel matemàtic Mike Keith que utilitza els primers 3835 dígits del nombre pi per determinar la llargària de cada paraula. Not A Wake és un llibre anglès que utilitza la mateixa restricció però amb 10.000 dígits.
- A la novel·la Never Again de Doug Nufer cap paraula hi surt més d'una vegada.
- Alphabetical Africa és un llibre de Walter Abish en què el primer capítol només conté paraules que comencen per "A", el segon per "A" o "B", etc.
- Lucy Aikin va reescriure versions d'alguns llibres famosos utilitzant només paraules monosil·làbiques.
- El llibre infantil Ous verds amb pernil de Dr. Seuss utilitza només 50 paraules diferents.[10]
- The Gates of Paradise és un llibre de Jerzy Andrzejewski on el text sencer són només dues frases, una d'elles molt llarga.
- Al llibre A Gun Is Not Polite, Jonathan Ruffian utilitza només paraules que contenen "gun".
- El llibre Darkling (2001) de Anna Rabinowitz és un acròstic sobre l'Holocaust.